# Vipère au sein
Vipère au sein (The Double Shuffle) est un roman policier de l’écrivain britannique James Hadley Chase publié en 1952 à Londres, aux éditions Robert Hale Limited. Il est édité aux États-Unis en 1953 par E. P. Dutton à New York. Le livre paraît en France dès 1952 dans la Série noire sous la signature de l'auteur. La traduction est signée Huguette Couppié et Henri Collard. L'action se situe dans la région de San Francisco et Los Angeles, en Californie. C'est le premier roman signé James Hadley Chase ayant pour personnage principal Steve Harmas, mais celui-ci est apparu dès 1947 dans No Business of Mine, paru sous le pseudonyme de Raymond Marshall.

## Résumé
L'enquêteur Steve Harmas est chargé par son patron Maddux, chef du contentieux d'une compagnie d'assurances, d'étudier un étrange contrat : 100 000 dollars en cas de décès d'une jeune femme, Susan Gellert, mais tous les cas d'accident, meurtre ou maladie semblent exclus, ce qui entraîne une cotisation minime. La demoiselle gagne sa vie en se produisant dans un numéro très dénudé avec un serpent cobra, mais les morsures animales sont aussi exclues du contrat. Cependant, comme 9 contrats identiques ont été signés auprès d'autres compagnies, ce qui aboutirait à un million de dollars dans l'hypothèse où il y aurait une faille dans le contrat, Steve Harmas enquête, épaulé par son épouse Helen. « Elle n'a plus qu'à mourir pour devenir riche! Cela sent trop l'arnaque pour que la compagnie d'assurances reste les bras croisés. »
Très vite, ils découvrent que le bureau de l'agent de Susan a été fouillé, croisent une femme pressée au coûteux parfum, trouvent le concierge poignardé, et se heurtent à un homme qui assomme Steve. Ils apprennent aussi que Susan a une sœur jumelle, Corrine, qui vit à Springville, sur une île au milieu d'un lac, avec un homme suspect nommé Bonn. Alors que Steve et Helen surveillent cet endroit, Steve est rappelé pour un autre problème plus urgent : la star de cinéma Joyce Sherman a été enlevée et, par contrat, l'assurance devra payer la rançon à hauteur de 500 000 dollars. Malgré les précautions prises avec la police, la rançon tombe bien aux mains des ravisseurs et Steve échappe de justesse à la mort. Après quoi, c'est Susan Gellert qui est trouvée morte sur l'île de sa sœur, et il semble que les assurances pourraient être contraintes de verser la somme prévue...
Steve Harmas soupçonne une substitution entre les jumelles, mais les preuves matérielles le démentent. Il pense aussi que l'enlèvement de Joyce Sherman - qui n'est jamais reparue - est lié à l'autre affaire, mais là aussi, il faut des preuves. Il faudra que Steve soit renvoyé de son travail et affronte en pleine nuit dans une cabane un serpent venimeux avec, à ses côtés, Helen blessée par balles et, dehors, un tueur aux aguets, pour que tout s'éclaircisse et que les sanctions tombent sur les coupables.

## Personnages principaux
- Steve Harmas[6], le narrateur, enquêteur pour la National Fidelity.
- Helen Harmas, son épouse, ancienne secrétaire de Maddux, embauchée sur l'enquête "Susan Gellert" par la General Liability.
- Maddux, chef du contentieux de la National Fidelity, supérieur direct de Steve Harmas. « [...] c'est l'assesseur le plus retors de la corporation, et ça en dit long dans ce racket des assurances, où les gens s'entre-dévorent[7]. »
- Alan Goodyear, courtier de la National Fidelity. « [...] Alan Goodyear est notre meilleur courtier; mais ce qui met Maddux en rage, c'est qu'il gagne presque autant que Maddux, rien qu'avec ses ristournes[8]. »
- Fanshaw, directeur à la National Fidelity.
- Susan Gellert, artiste de music-hall, dans le numéro du « Baiser de la mort ». « Centimètre par centimètre, elle rapproche son visage de la tête du serpent. La langue fourchue entre et sort : il ne s'en faut plus que d'un cheveu[9]. »
- Brad Denny, danseur de claquettes et agent de Susan, dont il partage la tournée. « C'est un jeune type séduisant : le genre classique de l'étudiant; blond, large d'épaules, le sourire étincelant et les yeux vifs[10]. »
- Corrine Gellert, sœur jumelle de Susan, ancienne comédienne, ayant épousé Jack Bonn. « Je sais qu'elle a abandonné le théâtre, à moins que ce soit le théâtre qui n'ait plus voulu d'elle : elle était arrivée à un tel degré que personne ne voulait plus l'engager. Elle a fait de la prison deux ou trois fois pour attentat aux mœurs[11]. »
- Jack Bonn (en anglais : Conn), mari de Corrine, chasseur de serpents qu'il capture et vend. « Son visage est totalement dépourvu d'expression. Il est impossible de deviner ce qui se passe dans sa tête, et pourtant il y a quelque chose d'inquiétant dans son attitude et dans ses manières[12]. »
- Bernard Hoffman, détective privé engagé par Joyce Sherman.
- Joyce Sherman, comédienne à l'ascension météorique. « Excellente comédienne, Joyce avait également un physique de star. Ses cheveux d'un rouge éclatant (teints) et ses yeux en amande (allongés, dit-on, chirurgicalement) plaisaient également aux hommes et aux femmes, et sa silhouette était aussi sensationnelle que séduisante[13]. »
- Perry Rice, découvreur de Joyce Sherman, devenu son agent, son manager et son mari. « Voyou n'est peut-être pas le mot. Canaille serait plus exact. Il a une sale réputation à Hollywood. Il n'est jamais resté dans un boulot plus de trois mois[14]. »
- Myra Lantis, secrétaire de Joyce Sherman, maîtresse de Rice. « Elle est petite et très brune. ses yeux sont sombres, largement fendus et brillants. Elle a un joli corps un peu potelé, et porte une robe de toile blanche, fraîche et élégante[15]. »
- Micklin, policier du F.B.I.
- Hackett, commissaire de police.
- Mossy Phillips, photographe de Hollywood.
- Le shérif de Springville.

## Serpents et sacs de nœuds
Le titre anglais peut être traduit par La double embrouille : to shuffle signifie aussi bien mélanger (y compris les cartes d'un jeu) que biaiser. C'est évidemment dû à la dualité des enquêtes - qui se rejoignent - et à celle des jumelles Gellert, qui est à la base de l'arnaque. Helen Harmas le sent ainsi : « J'ai l'impression que leur combinaison pourrait être comparée à un tour de prestidigitateur. Rien dans les mains, rien dans les poches, passez muscade, et voilà l'as qui sort. » il est vrai qu'à cela répond la dualité des enquêteurs, puisque c'est un couple qui mène les recherches - originalité qui n'interdit pas les scènes de séduction et les allusions sensuelles, mais les inscrit dans les limites d'un amour conjugal.
Le titre français rappelle évidemment le titre d'Hervé Bazin : Vipère au poing, succès encore récent (1948). Les serpents jouent un rôle dramatique et symbolique dans le roman de James Hadley Chase, mais ils ont été maltraités par les traducteurs. Si Susan Gellert se produit bien sur scène avec un cobra, les autres serpents de l'histoire, systématiquement désignés comme des « serpents à lunettes » dans le texte français, sont en fait des serpents à sonnette ou crotales, en anglais rattlesnakes. L'auteur précise même dans le chapitre V : « I've seen him tackle a diamond back with his bare hands. » Le crotale diamantin (Crotalus atrox) disparaît à la traduction : « Il les empoigne à pleines mains, je l'ai vu. »

## Fiction et réalité
L'auteur cite au fil du texte les actrices Joan Bennett, Hedy Lamarr, et le film Riz amer à propos de la poitrine de Myra Lantis.
Malgré cela, la spécialiste Mary Ann Grochowski note que l'on peut hautement s'interroger sur les fraudes à l'assurance, que le cadre ne ressemble guère aux lieux de Californie en cause, et que les personnages conservent une image des années trente ; mais elle ajoute que le lecteur pris par l'action et le style de l'auteur passera sur tout cela.

## Éditions françaises
- Gallimard, coll. « Série noire » no 119, 1952  (ISBN 2070471195) ;
- Gallimard, coll. « La Poche noire » no 58 (1968)  (ISBN 9782071024840) ;
- Gallimard, coll. « Carré noir » no 11 (1972)  (ISBN 2070430111) :
- Gallimard, coll. « James Hadley Chase » no 4 (1995)  (ISBN 2070495175);
- Gallimard, coll. « Folio policier » no 525 (2008)  (ISBN 9782070342662).